# Bolbometopon
O Bolbometopon muricatum ou humphead parrotfish, é a maior espécie de peixe-papagaio com comprimentos de até 1,2 metros  e pesando até 46 kg. Encontra-se em arrecifes nos oceanos Índico e  Pacífico, do Mar Vermelho a oeste até Samoa no leste, e das Ilhas Yaeyama no norte até a Grande Barreira de Coral, da Austrália no sul.
Outros nomes comuns incluem "bumphead parrotfish", peixe-papagaio búfalo e peixe-papagaio gigante.
Eles também são conhecidos por andar em grandes quantidades durante o dia, em grupos que podem chegar a até 70 integrantes.